# Гореносово
Горено́сово — упразднённая деревня Московской области, с 2004 года входит в состав микрорайона Опалиха города Красногорск. Первое упоминание деревни в 1584 году.

## История возникновения
Первое упоминание названия относится к 1584 году, когда в описании большого земельного владения Архангельского собора в числе села и 38 пустошей была упомянута пустошь, «что была деревня Гориносова, Горнева тож». После Смутного времени священники Архангельского собора передали часть земли в пожизненное пользование князю Борису Лыков-Оболенскому, зажиточному владельцу соседней деревни Поздняково. Временный владелец имел обязанность заселить деревню крестьянами, а после его смерти заселенная деревня возвращалась собору. Князь Лыков скончался в 1646 году, а его имение после его вдовы возвратилось в собственность Архангельского собора. Описание деревни в 1685 году свидетельствует, что она вернулась к собору после Лыкова обустроенной: «Всего в протопоповом дворе один бобыль, да одиннадцать крестьянских дворов, людей в них 50 человек, два двора бобылских. людей в них 10 человек А те крестьяне из вотчины князя Бориса Михайловича Лыкова из Луховского уезда».

## XVII — начало XX века
Пореформенный период в истории деревни Гореносово связан с развитием различных ткацкие промыслов, переработкой шерсти, вязанием, столярным дело, ломового и легкового извоза.

## В советское время
В 1931 году в деревне был организован колхоз с названием «Наш ответ». В последующие годы колхоз вошел в объединенный колхоз имени Чкалова, а затем в совхоз «Ильинское-Усово». Угодья колхоза составляли несколько десятков гектар зерновых, картофеля, овощей и трав. Имелись также яблоневый сад, посадки вишни, смородины, клубники, крыжовника. В 1952 году деревня Гореносово была определена в составе дачного поселка Опалиха.

## После 1991 года
В 1990-е годы окрестности деревни Гореносово стали местом усиленного коттеджного строительства, в результате которого дачная застройка слилась со старинной деревней, образовав две новые улицы. Окрестности Гореносова стали излюбленным местом московских туристов и дачников. В 2004 году территория деревни вместе с Опалихой была включена в состав городского округа Красногорск. С 2015 года в непосредственной близости от деревни, с западной его части, был построен жилой комплекс из 4-6-8 этажных высотных домов «Опалиха О3» численностью 8-9 тысяч человек.

## Население
В 1704 году в Гореносове было 19 дворов и 75 человек мужского пола, в 1744 году отмечено 65 мужчин, в 1762 году — 84 души мужского пола и 64 женского. В 1783 году в деревне было 90 жителей мужского и 98 женского пола, в 1859 году в 33 дворах проживали 92 мужчины и 113 женщин. Со второй половины XIX века численность населения деревни возрастает: в 1877 году число дворов составляло 35, в 1899 году — 54, в 1911 году — 73, а к 1924 году их число возросло до 91. В 1926 году в Гореносово отмечено наличие 73 крестьянских хозяйств и 22 прочих, в которых проживали 423 человека. Население деревни увеличивалось не только за счет естественного прироста, но и благодаря квартирантам из рабочих, селившихся близ железнодорожной станции Опалиха. В конце 1950-х годов в деревне числилось 208 хозяйств и 674 жителя. С конца XX века отмечается устойчивое уменьшение численности постоянного населения: согласно переписи 1989 года в деревне числилось 124 хозяйства и 252 постоянных жителя. 
По данным переписи 2002 года в деревне было 214 жителей.

## Известные жители
В. П. Соколов-Сокол, художник